# Derby del Cairo
Il derby del Cairo (in arabo ديربي القاهرة‎?) è la partita di calcio in cui si affrontano Al-Ahly e Zamalek, le due squadre più titolate d'Egitto, ambedue con sede al Cairo. I due club, tra i più titolati d'Africa, sono stati eletti rispettivamente primo e secondo miglior club del XX secolo dalla CAF e la sfida che le contrappone è uno degli incontri più seguiti nell'Africa settentrionale e in tutto il Medio Oriente dagli anni '70.
Le due compagini si sfidano in campionato e sovente in Coppa d'Egitto, specie in finale, oltre che nella CAF Champions League, la più prestigiosa competizione calcistica d'Africa.
Fondato nel 1907, l'Al-Ahly è storicamente associato alle classi popolari della capitale egiziana, mentre lo Zamalek, costituito nel 1911, nasce come club dei settori più agiati della metropoli. La divisione, sebbene di fatto scomparsa ai giorni nostri, è alle origini della contrapposizione tra i due club.
In termini di bacheca, si tratta di una delle sfide più importanti del continente, dato che insieme i due club assommano 57 campionati nazionali, di cui 43 vinti dall'Al-Ahly e 14 dallo Zamalek, e 16 CAF Champions League, di cui 11 vinte dall'Al-Ahly (con 5 finali perse) e 5 dallo Zamalek (con 3 finali perse). Nella CAF Champions League 2019-2020 questa partita fu la finale della competizione per la prima volta della storia; il risultato fu di 2-1 in favore dell'Al-Ahly.

## Storia
La prima partita tra le due squadre si giocò il 9 febbraio 1917 e vide la vittoria dell'Al-Ahly per 1-0 contro il Mokhtalat, denominazione che aveva lo Zamalek dal 1913 al 1940. Il 2 marzo 1917 ci fu il primo successo del Mokhtalat.
Le due compagini si sono scambiate molti giocatori durante la loro storia e hanno dato luogo ad accese sfide, disputando oltre 100 derby. La vittoria più larga è in favore dello Zamalek, che sconfisse l'Al-Ahly per 6-0 nella Coppa d'Egitto del 1944, quando la federazione calcistica egiziana punì l'Al-Ahly fermando le sue attività sportive per 11 mesi per aver giocato un'amichevole in Palestina senza un permesso politico. L'Al-Ahly si prese la rivincita nel 2001, battendo lo Zamalek per 6-1 in campionato.
Il 27 novembre 2020 le due squadre si sono affrontate per la prima volta nella finale della CAF Champions League. L'incontro è terminato con la vittoria dell'Al-Ahly per 2-1.

## Risultati

### Campionato
Lista degli incontri di campionato.
| Stagione | Casa                                                                                             | Risultato                                                                          | Trasferta                                                                          |
| -------- | ------------------------------------------------------------------------------------------------ | ---------------------------------------------------------------------------------- | ---------------------------------------------------------------------------------- |
| 1948-49  | Zamalek                                                                                          | 2-2                                                                                | Al Ahly                                                                            |
| 1948-49  | Al Ahly                                                                                          | 0-1                                                                                | Zamalek                                                                            |
| 1949-50  | Zamalek                                                                                          | 0-0                                                                                | Al Ahly                                                                            |
| 1949-50  | Al Ahly                                                                                          | 2-0                                                                                | Zamalek                                                                            |
| 1950-51  | Zamalek                                                                                          | 0-2                                                                                | Al Ahly                                                                            |
| 1950-51  | Al Ahly                                                                                          | 3-0                                                                                | Zamalek                                                                            |
| 1951-52  | Nessuna partita a causa della rivoluzione egiziana del 1952                                      | Nessuna partita a causa della rivoluzione egiziana del 1952                        | Nessuna partita a causa della rivoluzione egiziana del 1952                        |
| 1952-53  | Zamalek                                                                                          | 2-2                                                                                | Al Ahly                                                                            |
| 1952-53  | Al Ahly                                                                                          | 0-0                                                                                | Zamalek                                                                            |
| 1953-54  | Zamalek                                                                                          | 1-1                                                                                | Al Ahly                                                                            |
| 1953-54  | Al Ahly                                                                                          | 4-2                                                                                | Zamalek                                                                            |
| 1954-55  | Zamalek                                                                                          | 1-1                                                                                | Al Ahly                                                                            |
| 1954-55  | Al Ahly                                                                                          | 2-0                                                                                | Zamalek                                                                            |
| 1955-56  | Zamalek                                                                                          | 2-1                                                                                | Al Ahly                                                                            |
| 1955-56  | Al Ahly                                                                                          | 2-2                                                                                | Zamalek                                                                            |
| 1956-57  | Zamalek                                                                                          | 0-2                                                                                | Al Ahly                                                                            |
| 1956-57  | Al Ahly                                                                                          | 1-1                                                                                | Zamalek                                                                            |
| 1957-58  | Zamalek                                                                                          | 1-1                                                                                | Al Ahly                                                                            |
| 1957-58  | Al Ahly                                                                                          | 3-1                                                                                | Zamalek                                                                            |
| 1958-59  | Zamalek                                                                                          | 1-1                                                                                | Al Ahly                                                                            |
| 1958-59  | Al Ahly                                                                                          | 2-0                                                                                | Zamalek                                                                            |
| 1959-60  | Zamalek                                                                                          | 2-1                                                                                | Al Ahly                                                                            |
| 1959-60  | Al Ahly                                                                                          | 2-1                                                                                | Zamalek                                                                            |
| 1960-61  | Zamalek                                                                                          | 1-4                                                                                | Al Ahly                                                                            |
| 1960-61  | Al Ahly                                                                                          | 1-3                                                                                | Zamalek                                                                            |
| 1961-62  | Zamalek                                                                                          | 0-3                                                                                | Al Ahly                                                                            |
| 1961-62  | Al Ahly                                                                                          | 3-0                                                                                | Zamalek                                                                            |
| 1962-63  | Zamalek                                                                                          | 1-1                                                                                | Al Ahly                                                                            |
| 1962-63  | Nessuna partita in trasferta a causa dei play-off del campionato in gara secca                   |                                                                                    |                                                                                    |
| 1963-64  | Nessuna partita dato che le squadre militavano in gruppi diversi del campionato                  | Nessuna partita dato che le squadre militavano in gruppi diversi del campionato    | Nessuna partita dato che le squadre militavano in gruppi diversi del campionato    |
| 1964-65  | Zamalek                                                                                          | 2-1                                                                                | Al Ahly                                                                            |
| 1964-65  | Al Ahly                                                                                          | 2-2                                                                                | Zamalek                                                                            |
| 1965-66  | Zamalek                                                                                          | 2-0                                                                                | Al Ahly                                                                            |
| 1965-66  | Al Ahly                                                                                          | 2-2                                                                                | Zamalek                                                                            |
| 1966-67  | Zamalek                                                                                          | 1-1                                                                                | Al Ahly                                                                            |
| 1966-67  | Al Ahly                                                                                          | 0-1                                                                                | Zamalek                                                                            |
| 1967-68  | Nessuna partita a causa della guerra dei sei giorni e della guerra d'attrito                     | Nessuna partita a causa della guerra dei sei giorni e della guerra d'attrito       | Nessuna partita a causa della guerra dei sei giorni e della guerra d'attrito       |
| 1968-69  | Nessuna partita a causa della guerra dei sei giorni e della guerra d'attrito                     | Nessuna partita a causa della guerra dei sei giorni e della guerra d'attrito       | Nessuna partita a causa della guerra dei sei giorni e della guerra d'attrito       |
| 1969-70  | Nessuna partita a causa della guerra dei sei giorni e della guerra d'attrito                     | Nessuna partita a causa della guerra dei sei giorni e della guerra d'attrito       | Nessuna partita a causa della guerra dei sei giorni e della guerra d'attrito       |
| 1970-71  | Nessuna partita a causa della guerra dei sei giorni e della guerra d'attrito                     | Nessuna partita a causa della guerra dei sei giorni e della guerra d'attrito       | Nessuna partita a causa della guerra dei sei giorni e della guerra d'attrito       |
| 1971-72  | Zamalek                                                                                          | 2-1                                                                                | Al Ahly                                                                            |
| 1971-72  | Nessuna seconda partita a causa degli atti di violenza commessi dal pubblico nella prima partita |                                                                                    |                                                                                    |
| 1972-73  | Zamalek                                                                                          | 0-1                                                                                | Al Ahly                                                                            |
| 1972-73  | Al Ahly                                                                                          | 1-1                                                                                | Zamalek                                                                            |
| 1973-74  | Nessuna partita a causa della guerra del Kippur                                                  | Nessuna partita a causa della guerra del Kippur                                    | Nessuna partita a causa della guerra del Kippur                                    |
| 1974-75  | Zamalek                                                                                          | 1-2                                                                                | Al Ahly                                                                            |
| 1974-75  | Al Ahly                                                                                          | 0-0                                                                                | Zamalek                                                                            |
| 1975-76  | Nessuna partita perché le due squadre militavano in gironi separati del campionato               | Nessuna partita perché le due squadre militavano in gironi separati del campionato | Nessuna partita perché le due squadre militavano in gironi separati del campionato |
| 1976-77  | Zamalek                                                                                          | 0-0                                                                                | Al Ahly                                                                            |
| 1976-77  | Al Ahly                                                                                          | 2-1                                                                                | Zamalek                                                                            |
| 1977-78  | Zamalek                                                                                          | 0-1                                                                                | Al Ahly                                                                            |
| 1977-78  | Al Ahly                                                                                          | 0-0                                                                                | Zamalek                                                                            |
| 1978-79  | Zamalek                                                                                          | 1-1                                                                                | Al Ahly                                                                            |
| 1978-79  | Al Ahly                                                                                          | 1-1                                                                                | Zamalek                                                                            |
| 1979-80  | Zamalek                                                                                          | 1-2                                                                                | Al Ahly                                                                            |
| 1979-80  | Al Ahly                                                                                          | 0-0                                                                                | Zamalek                                                                            |
| 1980-81  | Zamalek                                                                                          | 0-0                                                                                | Al Ahly                                                                            |
| 1980-81  | Al Ahly                                                                                          | 0-2                                                                                | Zamalek                                                                            |
| 1981-82  | Zamalek                                                                                          | 0-0                                                                                | Al Ahly                                                                            |
| 1981-82  | Al Ahly                                                                                          | 1-1                                                                                | Zamalek                                                                            |
| 1982-83  | Zamalek                                                                                          | 1-1                                                                                | Al Ahly                                                                            |
| 1982-83  | Al Ahly                                                                                          | 1-0                                                                                | Zamalek                                                                            |
| 1983-84  | Zamalek                                                                                          | 2-2                                                                                | Al Ahly                                                                            |
| 1983-84  | Al Ahly                                                                                          | 0-1                                                                                | Zamalek                                                                            |
| 1984-85  | Zamalek                                                                                          | 2-1                                                                                | Al Ahly                                                                            |
| 1984-85  | Al Ahly                                                                                          | 1-0                                                                                | Zamalek                                                                            |
| 1985-86  | Zamalek                                                                                          | 1-1                                                                                | Al Ahly                                                                            |
| 1985-86  | Al Ahly                                                                                          | 2-2                                                                                | Zamalek                                                                            |
| 1986-87  | Zamalek                                                                                          | 1-0                                                                                | Al Ahly                                                                            |
| 1986-87  | Al Ahly                                                                                          | 2-1                                                                                | Zamalek                                                                            |
| 1987-88  | Zamalek                                                                                          | 2-1                                                                                | Al Ahly                                                                            |
| 1987-88  | Al Ahly                                                                                          | 1-1                                                                                | Zamalek                                                                            |
| 1988-89  | Zamalek                                                                                          | 0-0                                                                                | Al Ahly                                                                            |
| 1988-89  | Al Ahly                                                                                          | 1-0                                                                                | Zamalek                                                                            |
| 1989-90  | Zamalek                                                                                          | 0-0                                                                                | Al Ahly                                                                            |
| 1989-90  | Nessuna seconda partita per via dei preparativi al campionato del mondo 1990                     |                                                                                    |                                                                                    |

| Season    | Home team                                                                                          | Result                                                                                             | Away team                                                                                          |
| --------- | -------------------------------------------------------------------------------------------------- | -------------------------------------------------------------------------------------------------- | -------------------------------------------------------------------------------------------------- |
| 1990-91   | Zamalek                                                                                            | 0-1                                                                                                | Al Ahly                                                                                            |
| 1990-91   | Al Ahly                                                                                            | 0-2                                                                                                | Zamalek                                                                                            |
| 1991-92   | Zamalek                                                                                            | 0-1                                                                                                | Al Ahly                                                                                            |
| 1991-92   | Al Ahly                                                                                            | 0-1                                                                                                | Zamalek                                                                                            |
| 1992-93   | Zamalek                                                                                            | 1-0                                                                                                | Al Ahly                                                                                            |
| 1992-93   | Al Ahly                                                                                            | 0-1                                                                                                | Zamalek                                                                                            |
| 1993-94   | Zamalek                                                                                            | 0-3                                                                                                | Al Ahly                                                                                            |
| 1993-94   | Al Ahly                                                                                            | 0-2                                                                                                | Zamalek                                                                                            |
| 1994-95   | Zamalek                                                                                            | 1-1                                                                                                | Al Ahly                                                                                            |
| 1994-95   | Al Ahly                                                                                            | 0-0                                                                                                | Zamalek                                                                                            |
| 1995-96   | Al Ahly                                                                                            | 2-0                                                                                                | Zamalek                                                                                            |
| 1995-96   | Zamalek                                                                                            | 0-0                                                                                                | Al Ahly                                                                                            |
| 1996-97   | Zamalek                                                                                            | 1-3                                                                                                | Al Ahly                                                                                            |
| 1996-97   | Al Ahly                                                                                            | 0-0                                                                                                | Zamalek                                                                                            |
| 1997-98   | Zamalek                                                                                            | 0-2                                                                                                | Al Ahly                                                                                            |
| 1997-98   | Al Ahly                                                                                            | 0-0                                                                                                | Zamalek                                                                                            |
| 1998-99   | Zamalek                                                                                            | 1-2                                                                                                | Al Ahly                                                                                            |
| 1998-99   | Al Ahly                                                                                            | 2-0                                                                                                | Zamalek                                                                                            |
| 1999-2000 | Al Ahly                                                                                            | 1-2                                                                                                | Zamalek                                                                                            |
| 1999-2000 | Zamalek                                                                                            | 0-0                                                                                                | Al Ahly                                                                                            |
| 2000-01   | Zamalek                                                                                            | 1-1                                                                                                | Al Ahly                                                                                            |
| 2000-01   | Al Ahly                                                                                            | 1-3                                                                                                | Zamalek                                                                                            |
| 2001-02   | Zamalek                                                                                            | 2-1                                                                                                | Al Ahly                                                                                            |
| 2001-02   | Al Ahly                                                                                            | 6-1                                                                                                | Zamalek                                                                                            |
| 2002-03   | Zamalek                                                                                            | 3-1                                                                                                | Al Ahly                                                                                            |
| 2002-03   | Al Ahly                                                                                            | 2-2                                                                                                | Zamalek                                                                                            |
| 2003-04   | Al Ahly                                                                                            | 1-2                                                                                                | Zamalek                                                                                            |
| 2003-04   | Zamalek                                                                                            | 1-0                                                                                                | Al Ahly                                                                                            |
| 2004-05   | Zamalek                                                                                            | 2-4                                                                                                | Al Ahly                                                                                            |
| 2004-05   | Al Ahly                                                                                            | 3-0                                                                                                | Zamalek                                                                                            |
| 2005-06   | Zamalek                                                                                            | 0-2                                                                                                | Al Ahly                                                                                            |
| 2005-06   | Al Ahly                                                                                            | 0-0                                                                                                | Zamalek                                                                                            |
| 2006-07   | Zamalek                                                                                            | 1-2                                                                                                | Al Ahly                                                                                            |
| 2006-07   | Al Ahly                                                                                            | 0-2                                                                                                | Zamalek                                                                                            |
| 2007-08   | Zamalek                                                                                            | 0-1                                                                                                | Al Ahly                                                                                            |
| 2007-08   | Al Ahly                                                                                            | 2-0                                                                                                | Zamalek                                                                                            |
| 2008-09   | Zamalek                                                                                            | 0-0                                                                                                | Al Ahly                                                                                            |
| 2008-09   | Al Ahly                                                                                            | 1-0                                                                                                | Zamalek                                                                                            |
| 2009-10   | Zamalek                                                                                            | 3-3                                                                                                | Al Ahly                                                                                            |
| 2009-10   | Al Ahly                                                                                            | 0-0                                                                                                | Zamalek                                                                                            |
| 2010-11   | Zamalek                                                                                            | 2-2                                                                                                | Al Ahly                                                                                            |
| 2010-11   | Al Ahly                                                                                            | 0-0                                                                                                | Zamalek                                                                                            |
| 2011-12   | Nessuna partita a causa della strage di Porto Said                                                 | Nessuna partita a causa della strage di Porto Said                                                 | Nessuna partita a causa della strage di Porto Said                                                 |
| 2012-13   | Nessuna partita a causa delle proteste egiziane del 2013                                           | Nessuna partita a causa delle proteste egiziane del 2013                                           | Nessuna partita a causa delle proteste egiziane del 2013                                           |
| 2013-14   | Zamalek                                                                                            | 0-1                                                                                                | Al Ahly                                                                                            |
| 2013-14   | Nessuna partita in trasferta a causa dei play-off del campionato in gara secca                     | | |
| 2014-15   | Zamalek                                                                                            | 1-1                                                                                                | Al Ahly                                                                                            |
| 2014-15   | Al Ahly                                                                                            | 2-0                                                                                                | Zamalek                                                                                            |
| 2015-16   | Zamalek                                                                                            | 0-0                                                                                                | Al Ahly                                                                                            |
| 2015-16   | Al Ahly                                                                                            | 2-0                                                                                                | Zamalek                                                                                            |
| 2016-17   | Zamalek                                                                                            | 0-2                                                                                                | Al Ahly                                                                                            |
| 2016-17   | Al Ahly                                                                                            | 2-0                                                                                                | Zamalek                                                                                            |
| 2017-18   | Zamalek                                                                                            | 0-3                                                                                                | Al Ahly                                                                                            |
| 2017-18   | Al Ahly                                                                                            | 1-2                                                                                                | Zamalek                                                                                            |
| 2018-19   | Zamalek                                                                                            | 0-0                                                                                                | Al Ahly                                                                                            |
| 2018-19   | Al Ahly                                                                                            | 1-0                                                                                                | Zamalek                                                                                            |
| 2019-20   | Lo Zamalek non si presentò alla partita, determinando la vittoria dell'Al-Ahly per 2-0 a tavolino. | Lo Zamalek non si presentò alla partita, determinando la vittoria dell'Al-Ahly per 2-0 a tavolino. | Lo Zamalek non si presentò alla partita, determinando la vittoria dell'Al-Ahly per 2-0 a tavolino. |
| 2019-20   | Zamalek                                                                                            | 3-1                                                                                                | Al Ahly                                                                                            |
| 2020-21   | Al Ahly                                                                                            | 2-1                                                                                                | Zamalek                                                                                            |
| 2020-21   | Al Ahly                                                                                            | 1-1                                                                                                | Zamalek                                                                                            |

| Vittorie dell'Al-Ahly | Pareggi | Vittorie dello Zamalek |
| --------------------- | ------- | ---------------------- |
| 46                    | 49      | 27                     |

### Coppa d'Egitto
Lista degli incontri di Coppa d'Egitto.
| Data              | Luogo                           | Risultato | Competizione                                        |
| ----------------- | ------------------------------- | --------- | --------------------------------------------------- |
| 20 aprile 1928    | ?                               | 0-1       | Finale della Coppa d'Egitto                         |
| 15 marzo 1929     | ?                               | 0-1       | Quarti di finale della Coppa d'Egitto               |
| 26 giugno 1931    | ?                               | 1-4       | Finale della Coppa d'Egitto                         |
| 6 maggio 1932     | ?                               | 2-1       | Finale della Coppa d'Egitto                         |
| 24 marzo 1933     | ?                               | 3-1       | Semifinale della Coppa d'Egitto                     |
| 11 maggio 1934    | ?                               | 3-0       | Semifinale della Coppa d'Egitto                     |
| 10 maggio 1935    | ?                               | 3-0       | Finale della Coppa d'Egitto                         |
| 30 aprile 1937    | ?                               | 1-1       | Quarti di finale della Coppa d’Egitto               |
| 14 maggio 1937    | ?                               | 2-2       | Quarti di finale della Coppa d’Egitto (ripetizione) |
| 30 maggio 1937    | ?                               | 0-5       | Quarti di finale della Coppa d’Egitto (ripetizione) |
| 13 maggio 1938    | ?                               | 1-1       | Finale della Coppa d'Egitto                         |
| 2 December 1938   | ?                               | 1-0       | Finale della Coppa d'Egitto Replay                  |
| 17 maggio 1942    | ?                               | 3-0       | Finale della Coppa d'Egitto                         |
| 2 giugno 1944     | ?                               | 6-0       | Finale della Coppa d'Egitto                         |
| 21 marzo 1948     | ?                               | 1-2       | Semifinale della Coppa d'Egitto                     |
| 29 aprile 1949    | ?                               | 1-3       | Finale della Coppa d'Egitto                         |
| 11 maggio 1952    | ?                               | 2-1       | Finale della Coppa d'Egitto                         |
| 8 maggio 1953     | ?                               | 4-1       | Finale della Coppa d'Egitto                         |
| 9 maggio 1958     | ?                               | 0-0       | Finale della Coppa d'Egitto                         |
| 13 maggio 1958    | ?                               | 2-2       | Finale della Coppa d'Egitto Replay                  |
| 24 aprile 1959    | ?                               | 2-1       | Finale della Coppa d'Egitto                         |
| 4 agosto 1985     | Stadio internazionale del Cairo | 3-2       | Finale della Coppa d'Egitto                         |
| 28 aprile 1989    | Stadio internazionale del Cairo | 2-1       | Finale della Coppa d'Egitto                         |
| 6 agosto 1991     | Stadio internazionale del Cairo | 2-0       | Semifinale della Coppa d'Egitto                     |
| 26 giugno 1992    | Stadio internazionale del Cairo | 2-1       | Finale della Coppa d'Egitto                         |
| 26 giugno 2006    | Stadio internazionale del Cairo | 3-0       | Finale della Coppa d'Egitto                         |
| 27 luglio 2007    | Stadio internazionale del Cairo | 4-3       | Finale della Coppa d'Egitto                         |
| 26 maggio 2010    | Stadio internazionale del Cairo | 3-1       | Ottavi di finale della Coppa d'Egitto               |
| 21 settembre 2015 | Stadio Petro Sport              | 2-0       | Finale della Coppa d'Egitto                         |
| 8 agosto 2016     | Stadio Borg El Arab             | 3-1       | Finale della Coppa d'Egitto                         |

### Supercoppa d'Egitto
Lista degli incontri di Supercoppa d'Egitto.
| Data              | Luogo                                    | Risultato     | Stagione  |
| ----------------- | ---------------------------------------- | ------------- | --------- |
| 28 agosto 2003    | Stadio dell'Accademia militare del Cairo | 0-0 (3-1 dtr) | 2003-2004 |
| 27 luglio 2008    | Stadio internazionale del Cairo          | 2-0           | 2008-2009 |
| 14 settembre 2014 | Stadio internazionale del Cairo          | 0-0 (5-4 dtr) | 2014-2015 |
| 15 ottobre 2015   | Stadio Hazza bin Zayed                   | 3-2           | 2015-2016 |
| 10 febbraio 2017  | Stadio Mohammed bin Zayed                | 0-0 (3-1 dtr) | 2016-2017 |
| 20 settembre 2019 | Stadio Borg El Arab                      | 3-2           | 2018-2019 |
| 20 febbraio 2020  | Stadio Mohammed bin Zayed                | 0-0 (4-3 dtr) | 2019-2020 |

| Vittorie dell'Al-Ahly | Pareggi | Vittorie dello Zamalek |
| --------------------- | ------- | ---------------------- |
| 3                     | 4       | 0                      |

## Statistiche
Aggiornate al 27 novembre 2020.
|                           | Partite | Vittorie | Vittorie | Pareggi |
| Al Ahly                   | Partite | Zamalek  |          | Pareggi |
| ------------------------- | ------- | -------- | -------- | ------- |
| Campionato                | 120     | 45       | 27       | 48      |
| Coppa                     | 31      | 16       | 10       | 5       |
| Supercoppa                | 7       | 3        | 0        | 4       |
| Coppa del Sultano Hussein | 6       | 1        | 3        | 2       |
| Campionato del Cairo      | 42      | 21       | 9        | 12      |
| CAF Champions League      | 9       | 6        | 0        | 3       |
| Supercoppa CAF            | 1       | 0        | 1        | 0       |
| Totale gare ufficiali     | 216     | 92       | 50       | 74      |
| Totale amichevoli         | 23      | 11       | 8        | 4       |
| Totale                    | 239     | 103      | 58       | 78      |

## Marcatori
Marcatori del derby del Cairo.
| Giocatore           | Squadra                  | Reti |
| ------------------- | ------------------------ | ---- |
| Abdel-Karim Sakr    | Al-Ahly (9) Zamalek (10) | 19   |
| Mostafa Taha        | Zamalek (12) Al-Ahly (3) | 15   |
| Aboutrika           | Al-Ahly                  | 13   |
| El Tetsh            | Al-Ahly                  | 13   |
| Ahmed Mekawi        | Al-Ahly                  | 11   |
| Emad Moteab         | Al-Ahly                  | 10   |
| El-Sayed Ateya Toto | Al-Ahly                  | 10   |
| Labib Mahmoud       | Al-Ahly (8) Zamalek (2)  | 10   |
| Alaa El-Hamouly     | Zamalek                  | 9    |
| El Dhizui           | Al-Ahly                  | 9    |
| Hossam Hassan       | Al-Ahly (5) Zamalek (4)  | 9    |

## Palmarès a confronto
| Al-Ahly          | Competizione                                    | Zamalek |
| ---------------- | ----------------------------------------------- | ------- |
| Nazionale        |                                                 |         |
| 43               | Campionato                                      | 14      |
| 38               | Coppa                                           | 28      |
| 13               | Supercoppa                                      | 4       |
| 7                | Coppa del Sultano Hussein (soppressa)           | 2       |
| 16               | Campionato del Cairo (soppresso)                | 14      |
| 1                | Coppa della Repubblica Araba (soppressa)        | 0       |
| 1                | Coppa della Confederazione egiziana (soppressa) | 0       |
| 0                | Campionato d'ottobre (soppresso)                | 1       |
| 119              | Totale                                          | 63      |
| Internazionale   |                                                 |         |
| 11               | CAF Champions League                            | 5       |
| 1                | Coppa della Confederazione CAF                  | 1       |
| 8                | Supercoppa CAF                                  | 4       |
| 1                | Coppa dei Campioni afro-asiatica (scomparsa)    | 2       |
| 4                | Coppa delle Coppe d'Africa (scomparsa)          | 1       |
| 25               | Totale                                          | 13      |
| UAFA e regionale |                                                 |         |
| 1                | Coppa dei Campioni araba per club               | 1       |
| 1                | Coppa delle Coppe araba (soppressa)             | 0       |
| 2                | Supercoppa araba (soppressa)                    | 0       |
| 4                | Totale                                          | 1       |
| 148              | Totale cumulativo                               | 77      |